# Tiago Machado (ciclista)
Tiago José Pinto Machado (Vila Nova de Famalicão, 18 de outubro de 1985) é um ciclista profissional português.
Atualmente corre pela equipa da Efapel Equipa Profissional de Ciclismo .
É um corredor completo, sendo o contra-relógio o seu ponto forte, e participou em 3 edições da Volta a França (2014, 2016 e 2017), 4 edições da Volta a Espanha e 2 edições da Volta a Itália.

## Palmares
2006
Volta as Terras de Santa Maria Feira
G. P. Abimota
Campeonato Nacional de Estrada Sub-23,Portugal, Castelo de Vide (POR) 
2007
G. P. Gondomar, mais Vencedor de 1 Etapa
Circuito da Malveira
Campeonato Nacional de Estrada Sub-23
2008
2º no Campeonato Nacional Contra-Relógio 
2º Campeonato Nacional Estrada
Troféu Joaquim Agostinho
2009
Campeonato Nacional de Estrada
2010
2º Geral, Circuit de la Sarthe
1º, etapa 2b (ITT)
3º Geral, Volta ao Algarve
1º  Classificação jovem ciclista
1º, Melhor português em prova
3º Geral, Critérium International
1º  Classificação jovem ciclista
4º Geral, Tour of Austria
6º Geral, Volta à Romandia
7º Geral, Vuelta a Castilla y León
10º Geral, Tour de Pologne
2011
2º Geral, Giro del Trentino
5º Geral, Critérium International
6º Geral, Volta ao Algarve
1º, Melhor português em prova
7º Geral, Tirreno-Adriático
2012
3º Geral, Tour Down Under
5º Geral, Vuelta a Castilla y León
5º Trofeo Deia
6º Geral, Volta ao Algarve
8º Geral, Tour de Pologne
9º Geral, Tour of California
2013
1º  Classificação Montanha Tour de Wallonie
2º Campeonato Nacional Contra-Relógio
4º Geral, Driedaagse van West-Vlaanderen
6º Geral, Volta ao Algarve
9º Geral, Tour Down Under
10º Geral, Tour of Utah
2014
1º  Geral Tour of Slovenia
2º Vuelta a Murcia
3º Geral, Critérium International
4º Geral, Tour of California
6º Geral, Giro del Trentino
9º Clássica de Almeria
2015
2º Campeonato Nacional Portugal CLM, Tour de Bavière, e na 4 etapa Tour de Bavière (Haßfurt (ITT))
3º Campeonato Nacional Portugal, e no Tour d'Algarve
4º prova Circuit de la Sarthe et des Pays de la Loire, e 3 etapa Circuit de la Sarthe et des Pays de la Loire (Angers (ITT))
5º na 19 etapa Tour Espanha (Medina del Campo> Ávila)
6º na 4 etapa Circuit de la Sarthe et des Pays de la Loire (Angers>Pré-en-Pail), na 4 etapa Tour d'Algarve (Tavira>Alto do Malhão)
7º  prova Tour de Murcia, e na 5 etapa Tour Down Under (McLaren Vale>Willunga Hill)
9º na 4 etapa Tour de Burgos (Belorado>Pineda de la Sierra)
10º na 3 etapa Tour d'Algarve (Vila do Bispo>Sagres (ITT))
12º prova Tour de Burgos e na prova Tour Down Under, e na 2 etapa Tour d'Algarve (Lagoa>Monchique)
13º na 4 etapa Paris-Nice (Varennes/Allier>Croix de Chaubouret), e na 3 etapa Tour Down Under (Norwood>Paracombe)
16º na 5 etapa Tour de Burgos (Comarca Pinares>Lagunas de Neila), e na 2 etapa Tour Down Under (Unley>Stirling)
19º na 5 etapa Tour d'Algarve (Almodôvar>Vilamoura), na 17 etapa Tour Espanha (Burgos (ITT)), e na 4 etapa Tour Down Under (Glenelg>Mt. Barker)
20º na 1 etapa Tour de Burgos (Santo Domingo de Silos>Clunia)
22º na 5 etapa Tour de Bavière (Haßfurt>Nürnberg)
23º prova Milan-Turin
24º  no prologo Paris-Nice (Maurepas (ITT))
2016
5º na 12 etapa Tour d'Algarve (Lagoa>Alto da Fóia (Monchique))
7º na 1 etapa Tour d'Algarve (Lagos>Albufeira)
8º prova Circuit de la Sarthe et des Pays de la Loire
11º prova Tour d'Algarve
13º na 4 etapa Circuit de la Sarthe et des Pays de la Loire (Angers>Pré-en-Pail)
17º prova Cadel Evans Great Ocean Race
18º prova Tour Down Under e na  3 etapa Circuit de la Sarthe et des Pays de la Loire (Angers (ITT)), na 5 etapa Circuit de la Sarthe et des Pays de la Loire (Abbaye de l'Epau>Arnage)
19º prova Tour du Piémont
22º prova GP de Larciano
23º na 1 etapa Circuit de la Sarthe et des Pays de la Loire (Château-du-Loir>Château-du-Loir),  e na 5 etapa Tour Down Under (McLaren Vale>Willunga)
24º na 5 etapa Tour d'Algarve (Almodôvar>Malhão (Loulé))
25º na 2 etapa Circuit de la Sarthe et des Pays de la Loire (St-Mars-la-Jaille>Angers), na 3 etapa Tour d'Algarve (Sagres (ITT)), e na 1 etapa Tour du Yorkshire (BEVERLEY > SETTLE)
2017
8º Campeonato Nacional Portugal
10º prova Classica Aldeias do Xisto
11º prova Tour Yorkshire
12º na 3 etapa Tour Yorkshire (Bradford>Sheffield)
17º na 12 etapa Tour Yorkshire (Tadcaster>Harrogate)
20º prova Tour d'Algarve, e na 1 etapa Tour Down Under (Unley>Lyndoch)
23º prova AMGEN Tour de Californie, e na 12 etapa Tour d'Algarve (Lagoa>Alto do Foia)
25º na 1 etapa Tour Yorkshire (Bridlington>Scarborough)

## Equipas
- Madeinox-Boavista (2005-2009)
- Team RadioShack (2010-2013)
- NetApp-Endura (2014)
- Team Katusha (2015)